# Stazione di Giaconia
La stazione di Giaconia era una fermata posta al km 21 della Ferrovia Circumetnea sita nella località omonima.

## Storia
Il 2 febbraio 1895 la stazione entrò in servizio con l'inaugurazione del tratto di ferrovia che da Catania Borgo arrivava ad Adernò (oggi Adrano).
La stazione venne costruita in una zona con molti fondi agricoli. Non è presente un agglomerato urbano, ad esclusione di poche abitazioni rurali sorte in successione alla costruzione della linea, ma è distante sole poche centinaia di metri dall'omonimo svincolo extra urbano della superstrada Catania - Paternò ed era al servizio dei quartieri che la circondano: le contrade Palazzolo (in cui è situata la fermata) e le vicine Giaconia e Astrel.

### La dismissione a favore della metropolitana di Catania
Dal 15 giugno 2024, in concomitanza alla chiusura della tratta Catania Borgo-Paternò, la stazione è stata definitivamente dismessa; la motivazione è data dalla presunta interferenza con i cantieri (in corso di apertura) per lavori di costruzione della metropolitana di Catania.

## Strutture e impianti
Il suo scopo principale, ai tempi della trazione a vapore e del servizio merci, era quello legato alla trazione dei convogli pesanti, e per questo era posta al termine della dura rampa in salita da Paternò verso Valcorrente. Era quindi munita di binari di ricovero per la composizione dei treni più pesanti che venivano dimezzati a Paternò e ricomposti a Giaconia.
La scomparsa del servizio merci ha ridotto la sua utilità ed è stata trasformata in fermata.
Come per poche altre stazioni della ferrovia, essa era posta alla destra rispetto al senso di marcia, in direzione Randazzo, della strada ferrata.

## Movimento
L'offerta d'orario in vigore dal 1º febbraio 1899 prevedeva la fermata facoltativa a richiesta delle quattro coppie di treni in circolazione sulla linea: tre coppie di treni misti di 1ª, 2ª, 3ª classe e una coppia di misti, limitata a Paternò, di sola 3ª classe. Non essendoci mai stato un sostanziale movimento di viaggiatori, alcune corse non effettuano, se non richiesta anticipatamente, la fermata obbligatoria.
La stazione con l'orario invernale 2017 era servita da un totale di 41 corse giornaliere di cui 21 in direzione Randazzo e 20 in direzione Catania.

## Servizi
La fermata era dotata di:
- Sala d'attesa.